# Supercopa de España 1982
La Supercopa de España 1982 è stata la prima edizione della Supercoppa di Spagna.
Si è svolta nell'ottobre e dicembre 1982 in gara di andata e ritorno tra la Real Sociedad, vincitrice della Primera División 1981-1982, e il Real Madrid, vincitore della Coppa del Re 1981-1982.
A conquistare il titolo è stato la Real Sociedad che ha perso la gara di andata a Madrid per 1-0 e ha vinto quella di ritorno a San Sebastián per 4-0 dopo i tempi supplementari.

## Partecipanti
| Squadre       | Qualificazione                             | Partecipazioni precedenti (il grassetto indica la vittoria) |
| ------------- | ------------------------------------------ | ----------------------------------------------------------- |
| Real Sociedad | Vincitore della Primera División 1981-1982 | Nessuna                                                     |
| Real Madrid   | Vincitore della Coppa del Re 1981-1982     | Nessuna                                                     |

## Tabellini

### Andata
| Arbitro: | Enríquez Negreira |

|            |           |  |
| Metgod 44’ | Marcatori |  |

| Real Madrid:       |   |                      |     |     |
|                    |   |                      |     |     |
| P                  | 1 | Agustín              |     |     |
| D                  |   | Juan José            | 69’ |     |
| D                  |   | Paco Bonet           |     |     |
| D                  |   | John Metgod          |     |     |
| D                  |   | José Antonio Camacho |     |     |
| C                  |   | Ricardo Gallego      | 5’  | 83’ |
| C                  |   | Ángel                | 68’ |     |
| C                  |   | Uli Stielike         | 34’ |     |
| A                  |   | Juanito              | 22’ |     |
| A                  |   | Santillana (c)       |     |     |
| A                  |   | Ito                  |     | 45’ |
| Sostituzioni:      |   |                      |     |     |
| A                  |   | Isidro               |     | 45’ |
| D                  |   | Alfonso Fraile       |     | 83’ |
| Allenatore:        |   |                      |     |     |
| Alfredo di Stéfano |   |                      |     |     |

| Real Sociedad:    |   |                         |     |     |
|                   |   |                         |     |     |
| P                 | 1 | Luis Arconada (c)       |     |     |
| D                 |   | Genaro Celayeta         | 83’ |     |
| D                 |   | Alberto Górriz          | 85’ |     |
| D                 |   | Ignacio Kortabarría     | 74’ |     |
| D                 |   | Julio Olaizola          | 29’ |     |
| D                 |   | Eliseo Murillo          |     | 57’ |
| C                 |   | Javier Zubillaga        |     |     |
| C                 |   | Jesús María Zamora      | 26’ |     |
| C                 |   | Pedro Uralde            | 55’ | 76’ |
| A                 |   | Jesús María Satrústegui |     |     |
| A                 |   | Roberto López Ufarte    |     |     |
| Sostituzioni:     |   |                         |     |     |
| C                 |   | José Diego Álvarez      |     | 57’ |
| C                 |   | José Mari Bakero        |     | 76’ |
| Allenatore:       |   |                         |     |     |
| Alberto Ormaetxea |   |                         |     |     |

### Ritorno
| Arbitro: | Pes Pérez |

|                                                       |           |  |
| Uralde 53’ 103’ López Ufarte 91’ Salguero 104’ (aut.) | Marcatori |  |

| Real Sociedad:    |                   |                        |     |     |
|                   |                   |                        |     |     |
| P                 | 1                 | Luis Arconada (c)      | 22’ |     |
| D                 |                   | Genaro Celayeta        |     |     |
| D                 |                   | Agustín Gajate         | 63’ |     |
| D                 |                   | Alberto Górriz         |     |     |
| D                 |                   | Eliseo Murillo         |     | 73’ |
| D                 |                   | Juan Antonio Larrañaga | 74’ |     |
| C                 |                   | José Diego Álvarez     |     | 61’ |
| C                 |                   | Tomás Orbegozo         |     |     |
| C                 |                   | José Mari Bakero       | 14’ |     |
| A                 |                   | Pedro Uralde           |     |     |
| A                 |                   | Roberto López Ufarte   | 22’ |     |
| Sostituzioni:     |                   |                        |     |     |
| A                 |                   | Luis Martín Suquía     |     | 61’ |
| C                 |                   | Txiki Begiristain      |     | 73’ |
| Allenatore:       |                   |                        |     |     |
| Alberto Ormaetxea | Alberto Ormaetxea | Alberto Ormaetxea      | 22’ |     |

| Real Madrid:       |   |                       |     |     |
|                    |   |                       |     |     |
| P                  | 1 | Agustín               |     |     |
| D                  |   | Juan José             | 22’ |     |
| D                  |   | Paco Bonet            |     |     |
| D                  |   | John Metgod           |     |     |
| D                  |   | José Antonio Camacho  |     |     |
| C                  |   | Ángel                 | 71’ |     |
| C                  |   | Ricardo Gallego       |     | 83’ |
| C                  |   | Alfonso Fraile        |     |     |
| C                  |   | Miguel Ángel Portugal |     | 61’ |
| A                  |   | Francisco Pineda      |     | 81’ |
| A                  |   | Isidro                | 53’ |     |
| Sostituzioni:      |   |                       |     |     |
| D                  |   | Isidoro San José      |     | 61’ |
| D                  |   | José Antonio Salguero |     | 81’ |
| Allenatore:        |   |                       |     |     |
| Alfredo di Stéfano |   |                       |     |     |